# Società Polisportiva Ars et Labor 1986-1987
Questa pagina raccoglie le informazioni riguardanti la Società Polisportiva Ars et Labor nelle competizioni ufficiali della stagione 1986-1987.

## Stagione
Nella stagione 1986-1987 la SPAL cambia nuovamente presidente, nella persona di Francesco Nicolini, l'allenatore è Ferruccio Mazzola. Egli disegna una squadra leggera e divertente, con un quartetto offensivo formato da Claudio Fermanelli, Fabrizio Foglietti, Fabio Perinelli e Amerigo Paradiso che rappresenta un'eccellenza per la categoria. Il miglior marcatore stagionale spallino è stato Claudio Fermanelli con 14 reti, 1 in Coppa Italia e 13 in campionato, risultando il capocannoniere del torneo, insieme a Giovanni Cornacchini del Fano.
La partenza è lanciata, i biancazzurri volano in testa alla classifica. Per i tifosi ferraresi sembra l'inizio di un sogno, invece giungono inattese quattro sconfitte di fila che gelano le speranze. Per il resto della stagione si continua a vedere una SPAL frizzante, ma lo slancio iniziale non verrà più ritrovato. Resta da archiviare un campionato sereno, concluso con alcuni rimpianti al quarto posto con 39 punti. Alla distanza sono uscite il Piacenza ed il Padova, che salgono in Serie B, ed il terzo incomodo la Reggiana. Nella Coppa Italia la SPAL disputa prima del campionato il quinto girone di qualificazione, che promuove Napoli e Lazio agli ottavi di finale. Nella Coppa Italia di Serie C la SPAL entra in gioco nei sedicesimi, dove supera il Treviso, poi cede negli ottavi di finale alla Reggiana.

## Rosa
| N. |                     | Ruolo | Calciatore          |
| -- | ------------------- | ----- | ------------------- |
|    | Italia (bandiera)   | A     | Massimo Atti        |
|    | Italia (bandiera)   | C     | Alessandro Baiesi   |
|    | Italia (bandiera)   | C     | Ruben Buriani       |
|    | Italia (bandiera)   | P     | Riccardo Cervellati |
|    | Svizzera (bandiera) | D     | Ercole D'Eustacchio |
|    | Italia (bandiera)   | D     | Paolo Doni          |
|    | Italia (bandiera)   | A     | Claudio Fermanelli  |
|    | Italia (bandiera)   | A     | Fabrizio Foglietti  |
|    | Italia (bandiera)   | C     | Maurizio Guariento  |
|    | Italia (bandiera)   | C     | Simone Malvolti     |
|    | Italia (bandiera)   | D     | Fabio Mastrocinque  |

| N. |                   | Ruolo | Calciatore       |
| -- | ----------------- | ----- | ---------------- |
|    | Italia (bandiera) | D     | Paolo Mauri      |
|    | Italia (bandiera) | D     | Mauro Nardini    |
|    | Italia (bandiera) | C     | Fabio Novelli    |
|    | Italia (bandiera) | C     | Mirco Paganelli  |
|    | Italia (bandiera) | A     | Amerigo Paradiso |
|    | Italia (bandiera) | C     | Fabio Perinelli  |
|    | Italia (bandiera) | P     | Mirco Piraccini  |
|    | Italia (bandiera) | C     | Andrea Polmonari |
|    | Italia (bandiera) | D     | Stefano Primizio |
|    | Italia (bandiera) | D     | Danilo Tedoldi   |
|    | Italia (bandiera) | D     | Arturo Vianello  |

## Risultati

### Serie C1 (girone A)

#### Girone di andata
| Arbitro: | Bailo (Novi Ligure) |

|                                  |           |              |
| Maragliulo 31’ (rig.) Papais 43’ | Marcatori | 4’ Perinelli |

| Arbitro: | Boggi (Salerno) |

|               |           |  |
| Perinelli 61’ | Marcatori |  |

| Cento 5 ottobre 1986 3ª giornata | Centese          | 0 – 0 | SPAL | Stadio Loris Bulgarelli\| Arbitro: \| Fiorenza (Siena) \| |
| Arbitro:                         | Fiorenza (Siena) |       |      |                                                           |

| Arbitro: | Gargiulo (Napoli) |

|                                                 |           |  |
| Paradiso 33’ (rig.) Foglietti 52’ Perinelli 85’ | Marcatori |  |

| Arbitro: | Boemo (Cervignano del Friuli) |

|                       |           |                                   |
| Giorgi 33’ Mosele 85’ | Marcatori | 15’, 81’ Foglietti 89’ Fermanelli |

| Arbitro: | Bruni (Arezzo) |

|               |           |  |
| Paganelli 62’ | Marcatori |  |

| Arbitro: | Bailo (Novi Ligure) |

|            |           |                |
| Fabbri 35’ | Marcatori | 15’ Fermanelli |

| Arbitro: | Arcovito (Messina) |

|                            |           |           |
| Nardini 26’ Fermanelli 52’ | Marcatori | 78’ Bardi |

| Arbitro: | Calabretta (Catanzaro) |

|                          |           |                        |
| Cangini 2’ Cinquetti 76’ | Marcatori | 55’ Doni 70’ Perinelli |

| Arbitro: | Ceccarini (Livorno) |

|                                                |           |                   |
| Avanzi 52’ (aut.) Foglietti 63’ Fermanelli 87’ | Marcatori | 4’ (aut.) Tedoldi |

| Arbitro: | Boemo (Cervignano del Friuli) |

|                            |           |  |
| D'Adderio 23’ Koetting 36’ | Marcatori |  |

| Arbitro: | Quartuccio (Torre Annunziata) |

|                           |           |          |
| D'Agostino 67’ Macina 67’ | Marcatori | 68’ Doni |

| Arbitro: | Cafaro (Grosseto) |

|               |           |                                              |
| Foglietti 79’ | Marcatori | 20’ L. Rossi 33’ Brescini 50’ (aut.) Tedoldi |

| Arbitro: | Beschin (Legnago) |

|                             |           |                |
| Ferretti S. 49’, 57’ (rig.) | Marcatori | 42’ Fermanelli |

| Arbitro: | Cucchiara (Bari) |

|               |           |               |
| Perinelli 57’ | Marcatori | 71’ Torracchi |

| Arbitro: | Fucci (Salerno) |

|                     |           |           |
| Paradiso 70’ (rig.) | Marcatori | 12’ Grani |

| Arbitro: | Di Gennaro (Ercolano) |

|  |           |               |
|  | Marcatori | 61’ Foglietti |

#### Girone di ritorno
| Arbitro: | Ceccarini (Livorno) |

|               |           |  |
| Fermanelli 3’ | Marcatori |  |

| Arbitro: | Cazzamalli (Milano) |

|                            |           |  |
| Fusini 12’ Gabriellini 50’ | Marcatori |  |

| Arbitro: | Vasselli (Roma) |

|                       |           |          |
| Fermanelli 15’ (rig.) | Marcatori | 60’ Tosi |

| Arbitro: | Calabretta (Catanzaro) |

|              |           |                           |
| Landonio 54’ | Marcatori | 6’ Primizio 60’ Perinelli |

| Arbitro: | Marchi (Padova) |

|                |           |               |
| Fermanelli 71’ | Marcatori | 28’ Fortunato |

| Arbitro: | Bailo (Novi Ligure) |

|                         |           |              |
| Madonna 48’ Concina 75’ | Marcatori | 42’ Paradiso |

| Ferrara 8 marzo 1987 24ª giornata | SPAL                | 0 – 0 | Padova | Stadio Paolo Mazza\| Arbitro: \| Satariano (Palermo) \| |
| Arbitro:                          | Satariano (Palermo) |       |        |                                                         |

| Arbitro: | Mazzalupi (Roma) |

|  |           |                             |
|  | Marcatori | 28’ Fermanelli 37’ Malvolti |

| Arbitro: | Sanguineti (Chiavari) |

|               |           |  |
| Paganelli 87’ | Marcatori |  |

| Arbitro: | Calabretta (Catanzaro) |

|          |           |  |
| Biffi 1’ | Marcatori |  |

| Arbitro: | Quartuccio (Torre Annunziata) |

|                             |           |              |
| Fermanelli 15’ Paradiso 45’ | Marcatori | 83’ Galluzzo |

| Arbitro: | Di Gennaro (Ercolano) |

|                         |           |                    |
| Doni 25’ Fermanelli 38’ | Marcatori | 24’, 44’ De Vecchi |

| Arbitro: | Cardona (Milano) |

|                |           |                |
| Cornacchini 5’ | Marcatori | 22’ Fermanelli |

| Arbitro: | Guida (Palermo) |

|               |           |               |
| Fermanelli 2’ | Marcatori | 61’ Guerra M. |

| Prato 24 maggio 1987 32ª giornata | Prato           | 0 – 0 | SPAL | Stadio Lungobisenzio\| Arbitro: \| Boggi (Salerno) \| |
| Arbitro:                          | Boggi (Salerno) |       |      |                                                       |

| Trento 31 maggio 1987 33ª giornata | Trento        | 0 – 0 | SPAL | Stadio Briamasco\| Arbitro: \| Rosica (Roma) \| |
| Arbitro:                           | Rosica (Roma) |       |      |                                                 |

| Arbitro: | Risetti (Voghera) |

|                                 |           |  |
| Paradiso 51’, 90’ Perinelli 60’ | Marcatori |  |

### Coppa Italia

#### Quinto girone
| Arbitro: | Longhi (Roma) |

|  |           |                        |
|  | Marcatori | 43’ Bagni 69’ Maradona |

| Ferrara 27 agosto 1986 2ª giornata | SPAL              | 0 – 0 | Taranto | Stadio Paolo Mazza\| Arbitro: \| Dal Forno (Ivrea) \| |
| Arbitro:                           | Dal Forno (Ivrea) |       |         |                                                       |

| Arbitro: | Tuveri (Cagliari) |

|              |           |  |
| Righetti 61’ | Marcatori |  |

| Arbitro: | Testa (Prato) |

|                          |           |  |
| Podavini 22’, 35’ (rig.) | Marcatori |  |

| Arbitro: | Di Cola (Avezzano) |

|                |           |             |
| Fermanelli 62’ | Marcatori | 22’ Carotti |